# Hangsackgrat
Hangsackgrat är en bergstopp i Schweiz.   Den ligger i distriktet Wahlkreis Sarganserland och kantonen Sankt Gallen, i den östra delen av landet, 140 km öster om huvudstaden Bern. Toppen på Hangsackgrat är 2 634 meter över havet, eller 211 meter över den omgivande terrängen. Bredden vid basen är 1,3 km.
Terrängen runt Hangsackgrat är huvudsakligen bergig, men den allra närmaste omgivningen är kuperad. Närmaste större samhälle är Chur, 19,6 km sydost om Hangsackgrat. 
Trakten runt Hangsackgrat består i huvudsak av gräsmarker. Runt Hangsackgrat är det ganska glesbefolkat, med 27 invånare per kvadratkilometer.